# André Lundquist
André Lundquist (født 1972 i København) Medlem af BKF, Fondation Taylor og Kunstnerforeningen 18. September. André Lundquist er en dansk figurativ billedkunstner. Han blev undervist i en tidlig alder af billedkunstner Therese Dragshøj og debuterede i 1996. Mange udstillinger i Danmark, og fra 2000 medlem af mange danske og udenlandske gallerier. . Produktionen er overvejende på private hænder.

## Links
- Galerie L´Oeil du Prince
- Galleri Kant
- Kunsterens hjemmeside